# Rafaela Serrano Rodríguez
Rafaela Serrano Rodríguez (* 6. Februar 1862 in Fernán Núñez; † 1. April 1938 in Havanna) war eine kubanische Pianistin und Musikpädagogin spanischer Herkunft.
Serrano studierte ab 1876 an der Escuela Nacional de Música in Madrid Klavier bei Dámaso Zabalza und Harmonielehre bei Miguel Gliena Folques. Nachdem sie in beiden Fächern Erste Preise (1879 bzw. 1880) gewonnen  hatte, wurde sie in die Instrumentalensembleklasse von Valentín de Zubiaurre aufgenommen. Im Januar 1880 begleitete sie Pablo de Sarasate bei einem Auftritt in der Sociedad de Escritores in Madrid.
1886 ging sie nach Havanna, um ihre Ausbildung bei Nicolás Ruiz Espadero, dem Sohn der Pianistin Dolores Esperado, zu vervollkommnen. Sie trat dort im Casino Español und im Círculo Habanero auf und wurde Professorin und Klavier und Harmonielehre am Conservatorio Nacional de Música. Sie zählte 1886 zu den Gründungsmitgliedern von Modesto Juliáns Solidaridad Musical, war Mitglied der Liga Musical Cubana und gehörte dem  Orquesta Sinfónica de La Habana, dem bedeutendsten Sinfonieorchester Kubas zum Ende des 19. und Anfang des 20. Jahrhunderts an.
Von 1915 bis zu ihrer Pensionierung gehörte sie zum Lehrkörper der von Hubert de Blanck gegründeten Escuela Nacional de Música Hubert de Blanck. Sie verfasste eine Teoría razonada de la música, die in zweiter Ausgabe in Zusammenarbeit mit Molina Torres y Menocal erschien, sowie didaktische Texte und veröffentlichte eine zweibändige Sammlung von Schulliedern, die Verwendung in Kindergärten und öffentlichen Schulen fand. Ihre Kompositionen für Klavier sind verloren gegangen.
Bei einer anlässlich ihrer Pensionierung von Studenten und Kollegen  Teatro Nacional veranstalteten Hommage hielt der Musikwissenschaftler und Komponist Eduardo Sánchez Fuentes eine Rede, die in der Sammlung Folclorismo erschien. Serranos bekanntester Schüler war César Pérez Sentenat.